# Goose Island
Goose Island est à la fois une île et un quartier de la ville de Chicago, dans l'État de l'Illinois. Le quartier est bâti sur une île artificielle située entre la branche nord (North Branch) de la rivière Chicago à l'ouest et le canal de la branche nord (North Branch Canal) à l'est. D'une longueur maximale de 2,4 km et d'une largeur maximale de 800 mètres, l'île couvre une superficie totale de 65 ha (0.65 km²). Géographiquement, le quartier forme la partie nord-ouest du secteur de Near North Side. Goode Island est entourée par les quartiers de Cabrini-Green à l'est, River North au sud, Pulaski Park à l'ouest et Old Town au nord.
À la pointe sud de l'île se trouve le célèbre Montgomery Ward Company Complex, bâtiment historique de 1907 inscrit sur la liste des Chicago Landmarks (CL), des National Historic Landmark (NHL) et sur le prestigieux Registre national des lieux historiques (National Register of Historic Places ; NRHP).
Goose Island est traversée d'est en ouest par Division Street et du nord au sud par Halsted Street, qui traverse la portion sud-est de l'île. En 1866 Halsted Street était connectée à l'île par la construction d'un pont traversant la rivière ; un deuxième pont sur le canal a été installé en 1870. Ces ponts ont été remplacés par les actuels ponts à bascule en 1904 et 1903 respectivement.
L'île est actuellement un quartier industriel où il s'est implanté un grand nombre d'usines et d'industries ces dernières années.